# Базюс-Нест
Базю́с-Нест (фр. Bazus-Neste, окс. Basús de Nestés) — коммуна во Франции, находится в регионе Юг — Пиренеи. Департамент — Верхние Пиренеи. Входит в состав кантона Барт-де-Нест. Округ коммуны — Баньер-де-Бигор.
Код INSEE коммуны — 65076.

## География

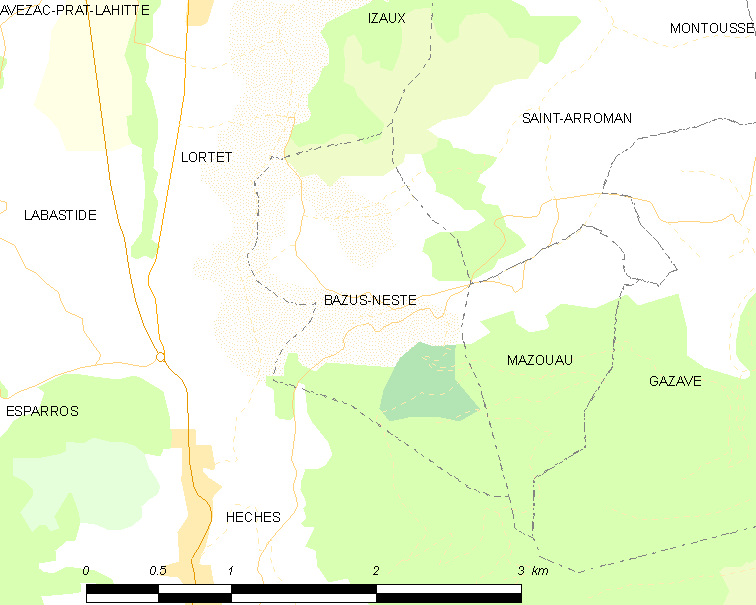
Карта коммуны

Коммуна расположена приблизительно в 670 км к югу от Парижа, в 110 км юго-западнее Тулузы, в 34 км к юго-востоку от Тарба.
На западе коммуны протекает река Нест.

## Климат
Климат умеренно-океанический с солнечной тёплой погодой и обильными осадками на протяжении практически всего года.

## Население
Население коммуны на 2010 год составляло 47 человек.
| 1962 | 1968 | 1975 | 1982 | 1990 | 1999 | 2010 |
| ---- | ---- | ---- | ---- | ---- | ---- | ---- |
| 73   | 56   | 64   | 46   | 53   | 45   | 47   |

## Администрация
| Период | Период | Фамилия       | Партия | Примечания |
| ------ | ------ | ------------- | ------ | ---------- |
| 1944   | 1959   | Ксавье Рюмо   |        |            |
| 1959   | 1983   | Антуан Латур  |        |            |
| 1983   | 1995   | Анри Рюмо     |        |            |
| 1995   | 2020   | Франсис Эскюд |        |            |

## Экономика
В 2010 году среди 29 человек трудоспособного возраста (15-64 лет) 22 были экономически активными, 7 — неактивными (показатель активности — 75,9 %, в 1999 году было 72,0 %). Из 22 активных жителей работали 20 человек (10 мужчин и 10 женщин), безработных было 2 (1 мужчина и 1 женщина). Среди 7 неактивных 2 человека были учениками или студентами, 2 — пенсионерами, 3 были неактивными по другим причинам.